# Tatarpur Lallu
Tatarpur Lallu é uma vila no distrito de Bijnor, no estado indiano de Uttar Pradesh.

## Demografia
Segundo o censo de 2001, Tatarpur Lallu tinha uma população de 5967 habitantes. Os indivíduos do sexo masculino constituem 54% da população e os do sexo feminino 46%. Tatarpur Lallu tem uma taxa de literacia de 71%, superior à média nacional de 59.5%: a literacia no sexo masculino é de 77% e no sexo feminino é de 63%. Em Tatarpur Lallu, 14% da população está abaixo dos 6 anos de idade.